# Ludwig Franz (Sayn-Wittgenstein-Berleburg)

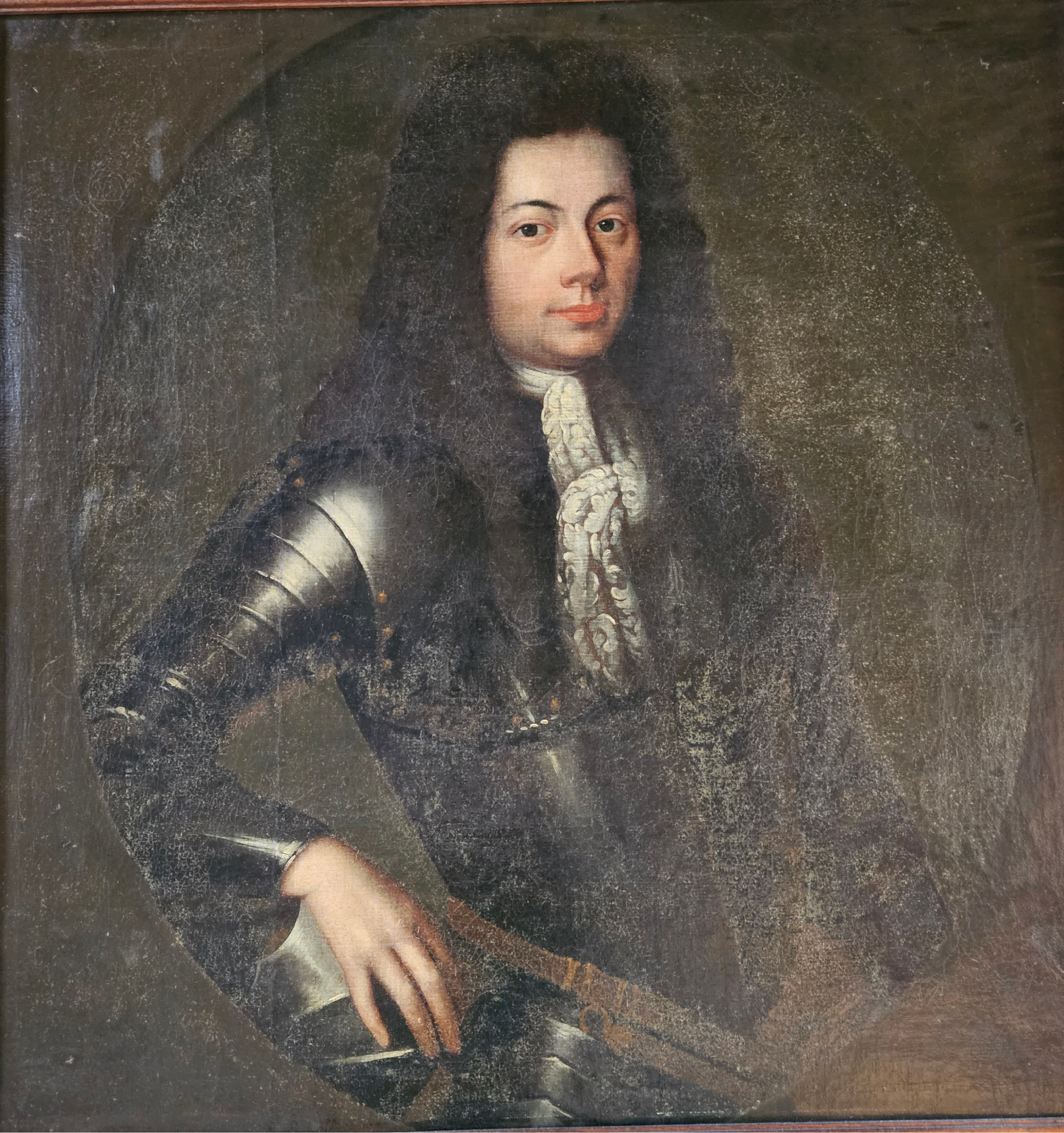
Ludwig Franz Graf zu Sayn-Wittgenstein-Berleburg (1660–1694), unbek. Maler, ca. 1690, Provenienz: Schloss Berleburg.

Ludwig Franz zu Sayn-Wittgenstein-Berleburg (* 17. April 1660 auf Schloss Berleburg; † 25. November 1694 ebenda) war ein deutscher Adliger und regierender Graf von Wittgenstein-Berleburg.

## Leben und Wirken
Während seiner Regierungszeit, die im Mai 1684 begann, waren die Nachwirkungen des Dreißigjährigen Krieges noch deutlich zu spüren. Die Bevölkerung der Nordgrafschaft war erheblich geschrumpft und auch verarmt. Bauernhöfe standen leer, einige Dörfer waren aufgegeben worden. Die Steuereinnahmen waren auf ein Minimum gesunken. Graf Ludwig Franz soll es dennoch innerhalb weniger Jahre geschafft haben, die Finanzen seines Landes wieder zu konsolidieren. Er starb am 25. November 1694 nach erst zehnjähriger Regentschaft. In einem Nachruf in den Berleburger Chroniken wird er als sehr religiös beschrieben.

## Familie
Ludwig Franz stammte aus der Berleburger Linie der Grafen von Sayn-Wittgenstein. Seine Eltern waren Georg Wilhelm zu Sayn-Wittgenstein-Berleburg (1636–1684) und die französische Gräfin Amelie Marguerite de La Place (1635–1669). Seine Mutter verschied 34-jährig nach der Geburt des siebten Kindes im Wochenbett. Der Vater der Mutter, François de La Place, Vicomte de Machaut, war ab 1641 Kolonel der Kavallerie im Dienst der niederländischen Generalstaaten und Gouverneur von Réés. Die Mutter der Mutter entstammte einem der angesehensten niederländischen Adelsgeschlechter: Anna Margarethe von Brederode, eine Schwester des niederländischen 
Generalfeldmarschalls Johann Wolfart van Brederode, Herrn von Vianen (1599–1655).
Der Vater starb 1684 im Alter von 47 Jahren. Ludwig Franz folgte ihm im Alter von 24 Jahren als Regent der Nordgrafschaft Wittgenstein-Berleburg nach. Er heiratete am 27. Oktober 1685 auf Schloss Brake bei Lemgo Gräfin Hedwig Sophie (* 20. Februar 1669 auf Schloss Brake; † 5. April 1738 in Berleburg), die Tochter des Grafen Casimir zur Lippe-Brake und seiner Ehefrau Anna Amalie zu Sayn-Wittgenstein-Homburg. Aus der Ehe gingen die Kinder
- Casimir (1687–1741)
- Sophie Florentine Albertine (1688–1745)
- Marie Amalie (1689–1742)
- Charlotte Henriette (* und † 1691)
- Karl Wilhelm (1693–1749) und
- Ludwig Franz (1694–1750) hervor.

Als Graf Ludwig Franz im Alter von 34 Jahren starb, war sein ältester Sohn Casimir erst sieben Jahre alt. Sein jüngster Sohn gleichen Namens wurde erst vier Wochen nach dem Tod des Vaters geboren.
Die Regentschaft bis 1712 übernahm in Casimirs Namen zunächst die Grafenwitwe Hedwig-Sophie, während ihr Bruder Rudolph zur Lippe-Brake Vormund des künftigen Regenten Casimir wurde.